# Žabče
Žabče (in italiano Sàbicce, desueto; in tedesco Sabig, desueto) è un centro abitato della Slovenia, frazione del comune di Tolmino.
La località è situata a 1,8 km dal capoluogo comunale e a 6,1 km in linea d'aria dal confine italiano, nell'alta valle dell'Isonzo.

A sud-est dell'insediamento (naselje) si trova la chiesetta di San Marco (Sv. Marko) su di un'altura di 295 metri.
Durante il dominio asburgico Žabče fu comune autonomo. All'epoca della costituzione del comune catastale di Sabig, esso comprendeva anche il vicino insediamento di Rauna (Ravne Žabče, oggi Tolminske Ravne) e il territorio dell'attuale insediamento di Zadlaz-Žabče. In seguito esso venne aggregato al comune di Tolmino.
Con l'annessione al Regno d'Italia continuò a essere frazione del comune di Tolmino, passando assieme al resto del comune nel 1927 alla ricostituita Provincia di Gorizia.

## Alture principali
Poloje, 981 m;  Žabijski vrh, 722 m.

## Corsi d'acqua
Torrente Tolminca (Tolminka); Rio Zadlaščica.